# Omloop Het Nieuwsblad 2025
L'Omloop Het Nieuwsblad 2025, ottantesima edizione della corsa e valevole come quarta prova dell'UCI World Tour 2025 categoria 1.UWT, si svolse il 1º marzo 2025 su un percorso di 197 km, con partenza da Gand e arrivo a Ninove, in Belgio. La vittoria fu appannaggio del norvegese Søren Wærenskjold, il quale completò il percorso in 4h37'53", alla media di 42,536 km/h, precedendo il francese Paul Magnier e il belga Jasper Philipsen.

## Squadre e corridori partecipanti
| N.      | Cod. | Squadra                         |
| ------- | ---- | ------------------------------- |
| 1-7     | RBH  | Red Bull-Bora-Hansgrohe         |
| 11-17   | TVL  | Team Visma-Lease a Bike         |
| 21-27   | ADC  | Alpecin-Deceuninck              |
| 31-37   | IWA  | Intermarché-Wanty               |
| 41-47   | SOQ  | Soudal Quick-Step               |
| 51-57   | ARK  | Arkéa-B&B Hotels                |
| 61-67   | TBV  | Bahrain Victorious              |
| 71-77   | COF  | Cofidis                         |
| 81-87   | DAT  | Decathlon AG2R La Mondiale Team |
| 91-97   | EFE  | EF Education-EasyPost           |
| 101-107 | GFC  | Groupama-FDJ                    |
| 111-117 | IGD  | Ineos Grenadiers                |
| 121-127 | LTK  | Lidl-Trek                       |

| N.      | Cod. | Squadra                |
| ------- | ---- | ---------------------- |
| 131-137 | MOV  | Movistar Team          |
| 141-147 | JAY  | Team Jayco AlUla       |
| 151-157 | TPP  | Team Picnic PostNL     |
| 161-167 | UAD  | UAE Team Emirates XRG  |
| 171-177 | XAT  | XDS Astana Team        |
| 181-187 | IPT  | Israel-Premier Tech    |
| 191-197 | LOT  | Lotto                  |
| 201-207 | UXT  | Uno-X Mobility         |
| 211-217 | Q36  | Q36.5 Pro Cycling Team |
| 221-227 | TFB  | Team Flanders-Baloise  |
| 231-237 | TUD  | Tudor Pro Cycling Team |
| 241-247 | RKT  | Unibet Tietema Rockets |

## Ordine d'arrivo (Top 10)
| Pos. | Corridore           | Squadra  | Tempo    |
| ---- | ------------------- | -------- | -------- |
| 1    | S. Wærenskjold      | Uno-X    | 4h37'53" |
| 2    | Paul Magnier        | Soudal   | s.t.     |
| 3    | Jasper Philipsen    | Alpecin  | s.t.     |
| 4    | Brent Van Moer      | Lotto    | s.t.     |
| 5    | Samuel Watson       | Ineos    | s.t.     |
| 6    | Lukáš Kubiš         | Unibet   | s.t.     |
| 7    | Piet Allegaert      | Cofidis  | s.t.     |
| 8    | Vincenzo Albanese   | EF       | s.t.     |
| 9    | Marijn van den Berg | EF       | s.t.     |
| 10   | Lewis Askey         | Groupama | s.t.     |